# Harttia guianensis
Harttia guianensis is een straalvinnige vissensoort uit de familie van de harnasmeervallen (Loricariidae). De wetenschappelijke naam van de soort is voor het eerst geldig gepubliceerd in 2001 door Rapp Py-Daniel & Oliveira.
De typelocatie is Saut Athanase, Approuague rivier, in het Frans overzees departement Guyane. De vis is een bodembewoner en wordt 16,7 cm lang (standaardlengte). De soort wordt aangetroffen in rivieren van Guyane en in de rivier Marowijne die de grens met Suriname vormt. De vis kan plaatselijk talrijk zijn en komt vaak samen met Cteniloricaria platystoma voor.